# Austrochaperina fryi
Austrochaperina fryi és una espècie de granota que viu a Austràlia. Tot i que el seu hàbitat és inferior a 20.000 km², té una població nombrosa i viu en una zona prou extensa on no hi sembla haver cap amenaça.